# Huis Baak
Huis Baak is een kasteel en landgoed binnen de dorpsgrenzen langs de weg naar Wichmond in Baak, in de Nederlandse provincie Gelderland.

## Geschiedenis
Huis Baak wordt in 1294 voor het eerst genoemd. Het huis is in deze tijd tijnsplichtig aan de graven van Gelre. In het tweede kwart van de 14e eeuw was er sprake van het geslacht Van Bake, dat beleend werd met het kasteel. In 1478 kwam het kasteel terecht bij Jorden van Hoevelwijck, een verwant van de familie Van Bake, die waarschijnlijk in mannelijke lijn was uitgestorven. Hij verkocht het echter al direct aan Agnes Kreynck.
Van 1594 tot 1691 was Baak in bezit van de familie Van Westerholt. Hierna kwam het terecht bij het geslacht Van der Heyden, vervolgens na erfenis van 1868 tot 1890 in de familie Van Middachten waarna het, opnieuw door vererving, overging naar het geslacht Helmich. De laatste bewoner uit deze familie verkocht in 1956 het huis aan de kloosterorde Dochters van Liefde, die er tot 1978 in woonde. Na het vertrek van de nonnen was er tot 1982 een opvangcentrum voor mensen met psychische problemen in gevestigd. Hierna kwam het huis in handen van de rooms-katholieke Focolarebeweging. Het diende vijfentwintig jaar als een Mariapoli.
In 2007 werd het Huis Baak verkocht aan de internationale christelijke organisatie Ellel Ministries.

## Beschrijving
Een tekening uit 1730 toont een hoofdburcht met twee vleugels van drie bouwlagen hoog. Het plein aan de noordzijde was via een poort te bereiken. Een lagere vleugel met Gelderse gevel sloot tegen de poort aan.
In 1738 en 1739 werd het kasteel door architect Gerrit Ravenschot uit Zutphen herbouwd en vernieuwd. Dit resulteerde in een landhuis in Lodewijk XIV-stijl.
In 1801 liet Joost Hendrik Anton van der Heyden het huis moderniseren in classicistische stijl. De ingang van het huis werd verplaatst van de noord- naar de zuidzijde, waar tevens een nieuw voorplein kwam. Omdat het oude voorplein aan de noordzijde bleef bestaan, kreeg het huis in feite twee representatieve voorgevels. De oude grachten werden vergraven en verlegd.
In 1878 werd Huis Baak aan de zuidzijde uitgebreid met een blokvormig gebouw.